# Popham Beach State Park

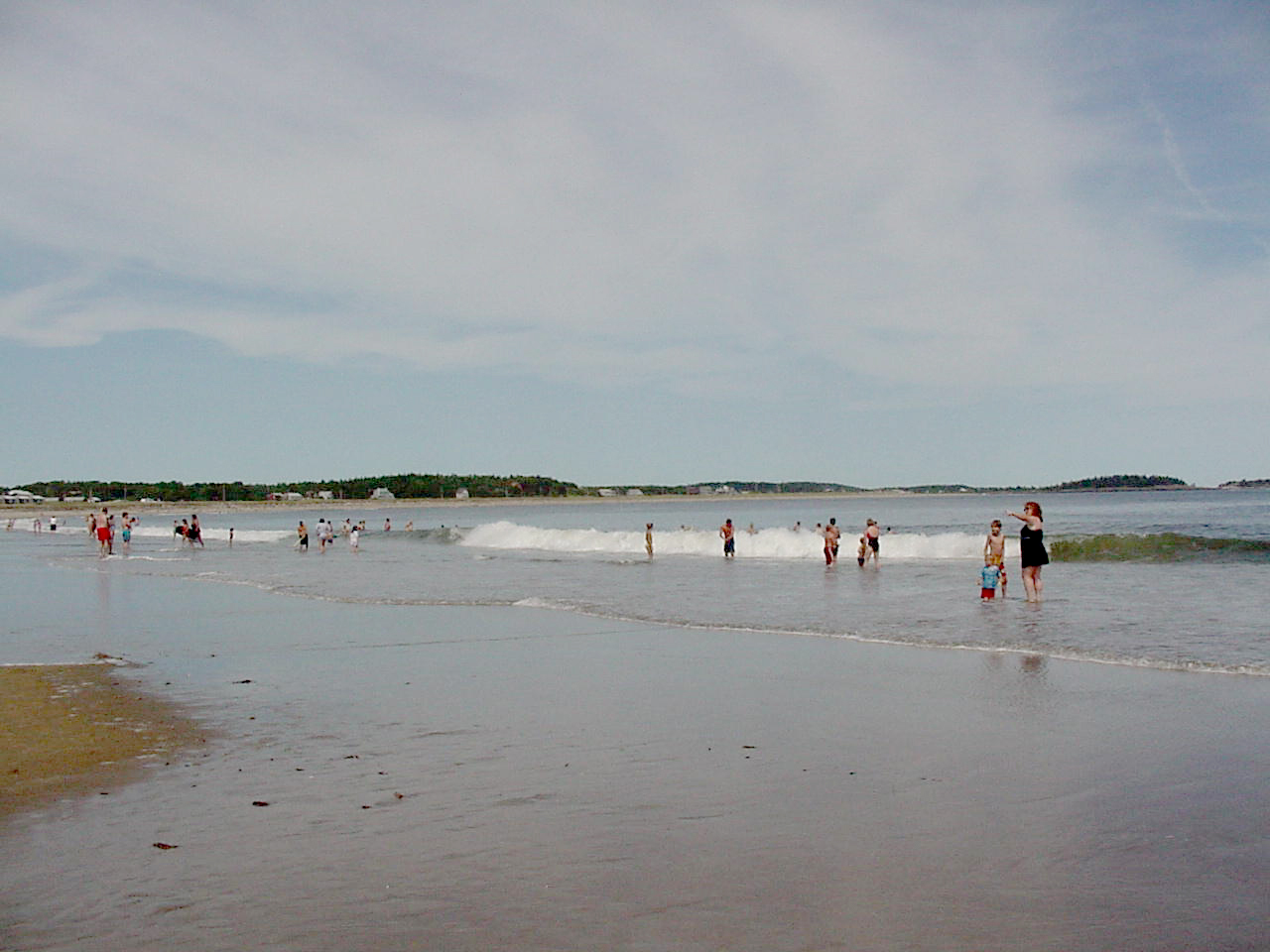
Popham Beach

Der Popham Beach State Park ist ein 214 Hektar großer State Park im Sagadahoc County im US-Bundesstaat Maine.

## Geographie
Der Park liegt auf der Spitze der Phippsburg-Halbinsel bei Bath an der Mündung des Kennebec River. Er verfügt als einer der wenigen Küstenabschnitte Maines über einen fünf Kilometer langen Sandstrand, dessen Dünengürtel durch Wind, Wasser und Wellen ständig verändert wird. Vor der Küste liegen mehrere kleine Felsinseln, unter anderem Fox Island und Wood Island sowie Pond Island, die ein National Wildlife Refuge ist.

## Geschichte

### Popham Colony
Popham Beach war Schauplatz eines kurzlebigen Siedlungsversuchs englischer Kolonisten der Plymouth Company im Jahr 1607. Unter Führung von George Popham wurde eine Fort George benannte befestigte Siedlung errichtet. Nach dem Tod von Popham bauten die überlebenden Kolonisten jedoch ein Schiff, die Virginia of Sagadahoc, und segelten 1608 nach England zurück.

Im Sommer werden im Park die archäologischen Grabungen nach Überresten der Kolonie  fortgeführt.

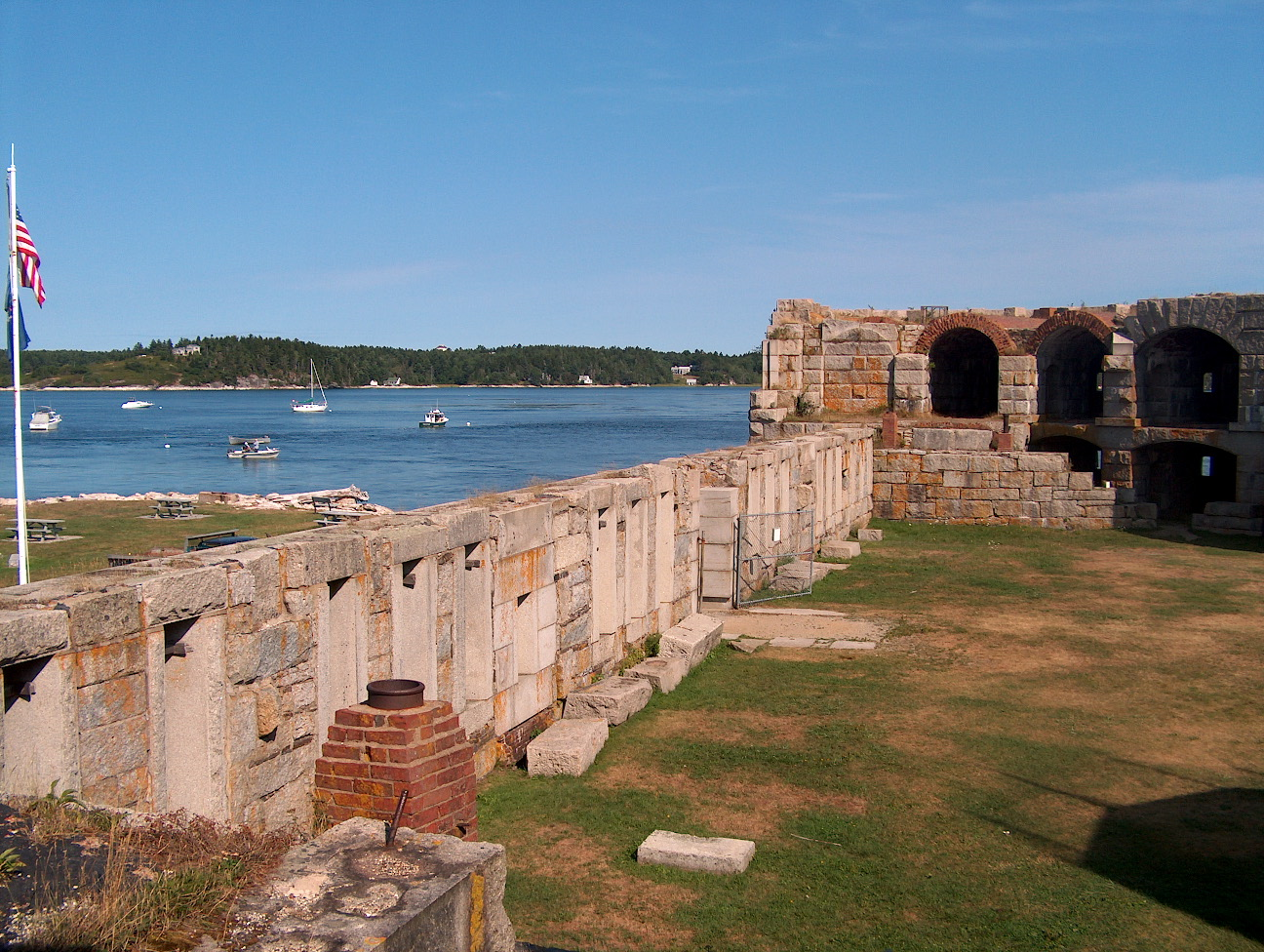
Fort Popham und der Kennebec River

### Fort Popham
Drei Kilometer weiter östlich liegt an der Spitze der Halbinsel Fort Popham State Historic Site. Mit dem Bau von Fort Popham wurde 1861 während des Sezessionskriegs  begonnen. Die Küstenbefestigung sollte die Mündung des Kennebec River in die Atkins Bay schützen und sollte mit 42 Kanonen bestückt werden. Die halbkreisförmige Festung wurde aus Granit nach dem Third-System erbaut, allerdings wurden nur zwei der drei Kasemattgeschosse fertiggestellt, bevor 1869 der Bau eingestellt wurde. Das Fort diente noch im Spanisch-Amerikanischen Krieg und während des Ersten Weltkriegs als Küstenbefestigung.
1924 wurde das Fort an den Staat Maine verkauft, heute kann es im Sommer besichtigt werden. Seit 1969 ist es im National Register of Historic Places eingetragen.

### Fort Baldwin
Da Fort Popham inzwischen veraltet war, wurde zwischen 1905 und 1912 auf dem Sabino Hill südlich von Fort Popham Fort Baldwin errichtet. Das Fort wurde nach Jeduthan Baldwin, einem Ingenieur der US-Armee während des Unabhängigkeitskriegs, benannt. Die Bewaffnung bestand aus drei Geschützbatterien mit zwei 7,6-cm-Geschützen und drei 15,2 cm-Geschützen. Die Geschütze wurden im Juli 1924 demontiert. Während des Zweiten Weltkriegs wurde von 1941 bis 1943 erneut eine Garnison in Fort Baldwin stationiert. Die noch vorhandenen Anlagen der Festung können als Fort Baldwin State Historic Site im Sommer besichtigt werden.

## Touristische Anlagen
Der Sandstrand des Parks ist im Sommer ein beliebtes Ausflugsziel. Neben Schwimmen, Surfen, Sonnenbaden und Strandspaziergängen können Besucher bei Ebbe zur Fox Island wandern. Der Strand wird von Rettungsschwimmern bewacht, doch durch die Gezeiten und durch starke Strömungen ist Surfen und Schwimmen nicht ungefährlich. Im bewaldeten Bereich des Parks befinden sich Picknickplätze und Sanitäranlagen.

## Trivia
Teile des Films Message in a Bottle – Der Beginn einer großen Liebe wurden 1999 im Park gedreht.